# Dioctria lateralis
Dioctria lateralis är en tvåvingeart som beskrevs av Johann Wilhelm Meigen 1804. Dioctria lateralis ingår i släktet Dioctria, och familjen rovflugor. Inga underarter finns listade i Catalogue of Life.